# Albanese Partij van de Arbeid
Albanese Partij van de Arbeid (PPS[h]) (Albanees: Partia e Punës e Shqipërisë), was een Albanese partij die van 1946 tot 1991 de Albanese samenleving domineerde. De partij werd onder de naam van Albanese Communistische Partij in november 1941 (onder toezicht van Joegoslavische communistische agenten) opgericht. De leiding van de partij kwam te liggen bij een 6-koppig Centraal Comité. In 1943 werd Enver Hoxha (1908-1985) eerste secretaris (secretaris-generaal) van de ACP. Vanaf dat moment kwam de leiding van de ACP in handen te liggen van Hoxha en het politbureau.
In 1946 werd Hoxha minister-president en bleef eerste secretaris van de ACP. Nadat de interne machtsstrijd tussen de pro-Joegoslavische vleugel van ACP o.l.v. Koçi Xoxe en de nationalistische vleugel van de ACP o.l.v. Enver Hoxha in het voordeel van de laatste was beslecht, werd de naam van de ACP veranderd in Albanese Partij van de Arbeid (PPSh) en werd Hoxha de onbetwiste leider.
Tussen 1948 en 1985 vonden er diverse zuiveringen plaats binnen de PPSh.
De PPSh was in feite één grote familieaangelegenheid: Moskou maakte eind jaren vijftig of begin jaren zestig bekend dat meer dan de helft van het 35 leden tellend Centraal Comité (nauw) aan elkaar verwant was. Ter illustratie: premier Mehmet Shehu en zijn vrouw Friqrete Shehu waren lid van het CC; Hysni Kopi en zijn vrouw Vito Kopo waren lid van het CC; de vrouw van eerste secretaris Enver Hoxha, Nexhmije Hoxha was kandidaat-lid van het CC; Kadri Hasbiu, een CC-lid was de zwager van Mehmet Shehu; Manush Myftisiu's, een lid van het politbureau, mevrouw Myftisiu was lid van het CC; Pilo Peristeri, een familielid van Manush Myftisiu was lid van het CC, enz.
Toen Mehmet Shehu in 1981 werd geëxecuteerd na een berechting, kwam diens hele familie - die allemaal wel een belangrijke functie bekleedden - ten val bij de zuiveringen van 1982 en 1983.
In 1985 overleed Hoxha en werd president Ramiz Alia, een partijfilosoof, eerste secretaris van de PPSh. In 1991 legaliseerde Alia oppositiepartijen en veranderde hij de naam van de PPSh in Socialistische Partij van Albanië. In de jaren 1996 en 1997 zijn talrijke oud-politici van de PPSh gearresteerd en berecht (waaronder Ramiz Alia), velen verkregen echter amnestie.

## Opbouw
De opbouw van de PPSh was gelijk aan die van andere communistische partijen, met een Centraal Comité, een Politbureau, een Secretariaat etc. In juni 1991, tijdens het Tiende Congres van de PPSh werd besloten de partij op te heffen en te vervangen door een sociaaldemocratische partij, de Socialistische Partij van Albanië (PSSh).
Partijcongres → Centraal Comité → Secretariaat + Politbureau

## Lijst van eerste secretarissen van de PPSh
| Persoon         | Periode                         | Toelichting                                                           |
| --------------- | ------------------------------- | --------------------------------------------------------------------- |
| Enver Hoxha     | 8 november 1941 - 11 april 1985 | Eerste secretaris van het Centraal Comité; overleden op 11 april 1985 |
| Vanjel Çërrava  | 11 april - 13 april 1985        | Interim-eerste secretaris na het overlijden van Hoxha                 |
| Ramiz Tafë Alia | 13 april 1985 - 4 mei 1991      | Van mei tot juni 1991 voorzitter van de PPSh                          |